# Jeremy Paul
Jeremy Adam Paul (Hamilton, 14 marzo 1977) è un ex rugbista a 15 australiano di origine neozelandese; tallonatore di ruolo e, occasionalmente, pilone, con gli Wallabies si laureò campione del mondo nel 1999 e si aggiudicò due tornei del Super 12 con i Brumbies, franchise di Canberra.

## Biografia
Nato in Nuova Zelanda, crebbe fin dall'infanzia nel Queensland dove i suoi genitori si erano trasferiti; a livello giovanile rappresentò sia il suo Stato che l'Australia e nel 1998 divenne professionista nelle file dei Brumbies, con cui fece l'esordio nel Super 12.
Sempre nel 1998 esordì negli Wallabies a Sydney contro la Scozia e l'anno successivo fu selezionato per la Coppa del Mondo di rugby 2003 nel Regno Unito, che l'Australia vinse battendo in finale la Francia.
Presente anche nella formazione che vinse il tri Nations 2000 e 2001, si aggiudicò con i Brumbies il Super 12 2001, e fu convocato anche per la Coppa del Mondo di rugby 2003 in cui l'Australia giunse fino alla finale, poi persa contro l'Inghilterra.
Nel 2004 si aggiudicò una nuova edizione del Super 12, e disputò il suo ultimo incontro internazionale nel settembre 2006; dopo il Super 14 2007 si trasferì in Inghilterra al Gloucester; comunque, nonostante un contratto triennale, dopo un primo anno al di sotto delle aspettative, Paul e il club sciolsero consensualmente il contratto.
Dopo il ritiro Paul scrive come esperto di rugby per Fox Sports.

## Palmarès
- Coppe del mondo: 1
Australia: 1999
- Super Rugby: 2
Brumbies: 2001, 2004